# 海岛乡
海岛乡，是中华人民共和国福建省宁德市霞浦县下辖的一个乡镇级行政单位。

## 歷史沿革
海岛乡全境古属连江县管辖，中华民国成立后，西洋岛仍属连江县，浮鹰岛和北礵岛等归霞浦县管辖。中华人民共和国成立时，因第二次国共内战之故，海岛地区仍由中华民国政府控制。1953年7月13日，由于中华民国国军弃守，西洋、浮鹰诸島被中华人民共和国接管，并由连江县划归霞浦县管辖。1954年11月中华人民共和国在西洋、浮鹰一带设立霞浦县海岛区，区公所在三沙区。1955年迁至浮鹰岛，后又迁至西洋岛。1958年成立海岛人民公社，1961年5月复设为区，1966年10月再度改置海岛人民公社。1984年海岛公社撤销，建立海岛乡。

## 行政区划
海岛乡下辖以下地区：
宫东村、宫西村、烟台村、北礵村、里澳村和文澳村。